# Identificador de objeto digital

Logotipo del DOI

El identificador de objeto digital, conocido en inglés como digital object identifier y abreviado DOI y DOI, es un enlace permanente en forma de código alfanumérico que identifica de forma única un contenido electrónico. Esta pieza específica de contenido intelectual puede ser un artículo científico, una imagen, un libro, una canción u otro, siempre que se trate de un objeto en el ambiente digital.
Una forma común de emplear el sistema DOI es dar a las publicaciones científicas un número específico que cualquiera puede utilizar para localizar a través de la Red el citado artículo. A diferencia del sistema URL, usado en las páginas web, el sistema DOI no cambia con el paso del tiempo, aunque el artículo sea reubicado en una dirección distinta puesto que lleva la información incorporada en forma de metadatos.
El funcionamiento del DOI se debe a la colaboración de tres tipos de organizaciones:
- International DOI Foundation:[3] Se encarga de la gestión y promoción de los estándares de la marca.
- Corporation for National Research Initiatives:[4] asociación estadounidense no lucrativa destinada a promover el desarrollo de las tecnologías de la información y la comunicación en el campo de la investigación científica y que se encarga de desarrollar y mantener todo el sistema para que el DOI se ejecute correctamente.
- Agencias de registro: Permiten a las editoriales conseguir un DOI para sus publicaciones bajo los criterios de la International DOI Foundation. Algunas agencias de registro son DataCite.[5] mEDRA[6] y CrossRef.[7]

CrossRef es la mayor agencia de registro e inició en enero de 2000. Cuenta hasta ahora con 10800 miembros de más de 114 países diferentes y más de 90 millones de elementos de contenido registrado; además, cuenta con diferentes herramientas para agilizar la búsqueda de información científica. Una de las herramientas que ofrece CrossRef es el CrossRef Metadata Search que permite obtener, con tan solo proporcionar el DOI, los datos básicos de una publicación como título, palabras clave, autores y resumen, entre otros. También se pueden obtener los metadatos en formato Bibtex y RIS, así como la referencia bibliográfica en formato APA, Vancouver, Chicago, MLA, IEEE y Harvard.
Un ejemplo del funcionamiento del DOI es en Brasil, donde la Plataforma Lattes del Conselho Nacional de Desenvolvimento Científico e Tecnológico (Consejo Nacional de Desarrollo Científico y Tecnológico, CNPq) utiliza el DOI como una forma digital de la certificación de la producción de literatura grabada por los investigadores en sus C.V. Lattes. Cuando un programa navegador encuentra un número DOI, utiliza el prefijo para encontrar la base de datos del editor y así tener acceso a la información sobre el libro o periódico, que puede incluir datos de catálogo, críticas y enlaces.